# Bezirk Przeworsk
Bezirk Przeworsk – dawny powiat (Bezirk) kraju koronnego Królestwo Galicji i Lodomerii, funkcjonujący w latach 1854–1867. Siedzibą starostwa było miasto Przeworsk.

## Historia
Bezirk Przeworsk utworzono w ramach reformy uwłaszczeniowej z okresu Wiosny Ludów (1848–1849), która likwidowała jurysdykcję właściciela ziemskiego nad poddanymi. W Galicji, dominium – jako podstawowa jednostka administracyjna i filar systemu feudalnego straciło rację bytu. Konieczne stało się zatem wprowadzenie nowego systemu administracyjnego, którego zręby powstały w latach 1851–1855. Nowy trójstopniowy podział administracyjny objął 21 cyrkułów (niem. Kreise), 179 małych powiatów (niem. Bezirke) i ponad 6000 gmin (niem. Gemeinde). 
Bezirk Przeworsk objął obszar o wielkości 6,8 mil², zamieszkany przez 29.798 ludzi i podzielony na 43 gminy katastralne, w tym jedno miasto (Przeworsk) i jedno miasteczko (Kańczuga). Wszedł w skład cyrkułu rzeszowskiego, jako jeden z jego jedenastu powiatów.
Po nadaniu Galicji autonomii oraz powołaniu samorządu gminnego i powiatowego w 1865 zlikwidowano cyrkuły (Kreise). Dotychczasowe małe powiaty (Bezirke) w liczbie 179, utrzymały się do 1867 roku, kiedy to w następstwie kolejnej reformy administracyjnej (23 stycznia 1867) zostały zastąpione przez 74 większych powiatów. Obszar zniesionego Bezirk Przeworsk wszedł wtedy głównie w skład nowego powiatu łańcuckiego oraz częściowo powiatu jarosławskiego (jedynie gmina Żurawiczki Długie). 1 listopada 1899 wszystkie gminy włączone do powiatu łańcuckiego weszły w skład nowo utworzonego powiatu przeworskiego.

## Podział administracyjny (1854)
| Lp. | Gmina jednostkowa                   | Powierzchnia | Ludność | Powiat w 1867 po zniesieniu |
| --- | ----------------------------------- | ------------ | ------- | --------------------------- |
| 1   | Przeworsk (M)                       | 145          | 2242    | łańcucki                    |
| 2   | Białoboki                           | 1117         | 477     | łańcucki                    |
| 3   | Budy Przeworskie (vel Przedmieście) | 1931         | 511     | łańcucki                    |
| 4   | Gorliczyna                          | 2887         | 1031    | łańcucki                    |
| 5   | Markowa                             | 5100         | 2482    | łańcucki                    |
| 6   | Nowosielce                          | 2661         | 1107    | łańcucki                    |
| 7   | Mokra Strona                        | 1414         | 539     | łańcucki                    |
| 8   | Studzian                            | 1227         | 546     | łańcucki                    |
| 9   | Gać                                 | 2129         | 964     | łańcucki                    |
| 10  | Maćkówka                            | 805          | 326     | łańcucki                    |
| 11  | Dębów                               | 1330         | 452     | łańcucki                    |
| 12  | Sietesz                             | 3515         | 1084    | łańcucki                    |
| 13  | Chodakówka                          | 543          | 185     | łańcucki                    |
| 14  | Kańczuga (m)                        | 1324         | 1604    | łańcucki                    |
| 15  | Hadle Kańczuckie                    | 798          | 366     | łańcucki                    |
| 16  | Manasterz z Nieważką i Rzekami      | 2367         | 1048    | łańcucki                    |
| 17  | Niżatyce                            | 645          | 272     | łańcucki                    |
| 18  | Siedleczka                          | 1311         | 697     | łańcucki                    |
| 19  | Tarnawka                            | 2909         | 587     | łańcucki                    |
| 20  | Łopuszka Mała i Żuklin              | 1356         | 420     | łańcucki                    |
| 21  | Pantałowice                         | 1934         | 622     | łańcucki                    |
| 22  | Siennów                             | 1569         | 624     | łańcucki                    |
| 23  | Łopuszka Wielka                     | 2815         | 723     | łańcucki                    |
| 24  | Zagórze                             | 1514         | 409     | łańcucki                    |
| 25  | Mikulice                            | 630          | 313     | łańcucki                    |
| 26  | Ostrów z Wolą i Xawerówką           | 1064         | 556     | łańcucki                    |
| 27  | Urzejowice                          | 1393         | 867     | łańcucki                    |
| 28  | Krzeczowice z Bórbrką               | 1576         | 619     | łańcucki                    |
| 29  | Żurawiczki Długie                   | 1673         | 639     | jarosławski                 |
| 30  | Grzęska                             | 1536         | 780     | łańcucki                    |
| 31  | Mirocin                             | 1392         | 395     | łańcucki                    |
| 32  | Rozbórz                             | 2259         | 761     | łańcucki                    |
| 33  | Chałupki                            | 180          | 179     | łańcucki                    |
| 34  | Gniewczyna                          | 2621         | 1447    | łańcucki                    |
| 35  | Ujezna                              | 765          | 299     | łańcucki                    |
| 36  | Świętoniowa                         | 860          | 433     | łańcucki                    |
| 37  | Tryńcza                             | 3390         | 806     | łańcucki                    |
| 38  | Głogowiec                           | 985          | 295     | łańcucki                    |
| 39  | Gorzyce z Żurawcem                  | 2130         | 597     | łańcucki                    |
| 40  | Jagieła                             | 1114         | 663     | łańcucki                    |
| 41  | Ubieszyn                            | 960          | 538     | łańcucki                    |
| 42  | Wólka Małkowa                       | –            | 154     | łańcucki                    |
| 43  | Wólka Ogryzkowa                     | –            | 139     | łańcucki                    |

Objaśnienie:
(M) = miasto; (m) = miasteczko